# Tempestade tropical Arlene (1959)
A tempestade tropical Arlene foi uma tempestade tropical de curta duração formada na pré-temporada. A tempestade atingiu em 30 de maio de 1959, a costa central da Luisiana, causando danos menores e uma fatalidade. Arlene desenvolveu-se a partir de uma onda tropical observada pela primeira vez perto da República Dominicana em 23 de maio. O desenvolvimento do sistema foi lento antes de ganhar convecção suficiente para ser declarada a tempestade tropical Arlene em 28 de maio. A tempestade intensificou-se lentamente e atingiu o seu pico de intensidade de 60 mph (95 km/h) em 30 de maio. O rápido enfraquecimento ocorreu mais tarde naquela noite quando a tempestade se aproximou da terra e Arlene fez landfall com ventos de 45 mph (75 km/h). Arlene enfraqueceu para o que agora é classificado como Depressão Tropical na manhã seguinte. Enquanto estava localizado na Carolina do Sul o sistema degenerou em uma baixa remanescente na tarde de 31 de maio e se dissipou totalmente no final de 2 de junho.
Arlene produziu fortes chuvas, totalizando mais de 1 ft (0.30 m) em áreas localizadas à medida que se mudou para o sudeste dos Estados Unidos. A quantidade máxima de chuva foi de 13.55 in (344 mm), registada em Merrill, Mississippi, ao longo de um período de três dias. As fortes chuvas causaram pequenas inundações na Luisiana e os danos materiais causados pela tempestade totalizaram $ 500.000 ($ 3,7 milhões em 2008 USD). Uma morte foi indiretamente atribuída à tempestade, quando um homem se afogou em uma arrebentação na costa do Texas.

## História meteorológica
A tempestade tropical Arlene desenvolveu-se em 23 de maio a partir de uma onda tropical observada pela primeira vez perto da República Dominicana. A onda desenvolveu-se lentamente à medida que se moveu para o oeste através do Mar do Caribe e se desenvolveu em uma área de baixa pressão em 25 de maio. Em 27 de maio, a baixa entrou no Golfo do México e um relatório de navio no dia seguinte mostrou que a baixa havia desenvolvido uma circulação fechada de baixo nível. Cedo na manhã seguinte, a baixa foi determinada a ter se intensificado na tempestade tropical Arlene, a primeira tempestade da temporada, enquanto localizada a 300 mi (480 km) ao sul-sudeste de Nova Orleães, Louisiana, com ventos estimados em 40 mph (65 km/h). Arlene estava se movendo em direção ao noroeste entre 10 e 15 mph (16 a 24 km/h). Arlene se intensificou lentamente ao longo do dia, continuando em direção ao noroeste entre 12 e 15 mph (19 a 24 km/h). Em 29 de maio, Arlene virou para o oeste e o movimento do prefácio diminuiu antes de ficar quase estacionário naquela noite.
A tempestade foi localizada 150 mi (240 km) ao sul de Lafayette, Louisiana, à medida que avançava para o norte e estimava-se que os ventos chegassem a 50   mph (85 km/h). No entanto, na pós-temporada, determinou-se que Arlene atingia um pico próximo ao solo com ventos de 60 mph (95 km/h). Quando Arlene se aproximou da costa, a tempestade começou a enfraquecer devido à interação com a terra. Arlene chegou a cerca de 40 mi (65 km) a sudeste de Lafayette, Luisiana às 2100 UTC (16:00) CST. A intensidade operacional do desembarque foi de 50 mph (85 km/h), mas foi reduzido para 45 mph (75 km/h) na pós-temporada. Ao chegar a terra firme, Arlene se tornou o primeiro ciclone tropical que chegou a terra firme na história da Luisiana. Arlene enfraqueceu rapidamente para uma depressão tropical logo após o desembarque. A tempestade degenerou ainda mais em uma área remanescente de baixa pressão na tarde de 31 de maio. O restante da tempestade permaneceu no sul dos Estados Unidos até 2 de junho, quando se dissipou na Carolina do Sul.  Embora o sistema original de baixa pressão tenha se dissipado, um novo centro não tropical formou-se mais ao norte sobre a Virgínia. Essa nova baixa seguiu rapidamente o nordeste, passando pela costa sul da Nova Inglaterra antes de passar pela Nova Escócia e perder a sua identidade em 3 de junho.

## Preparações e impacto

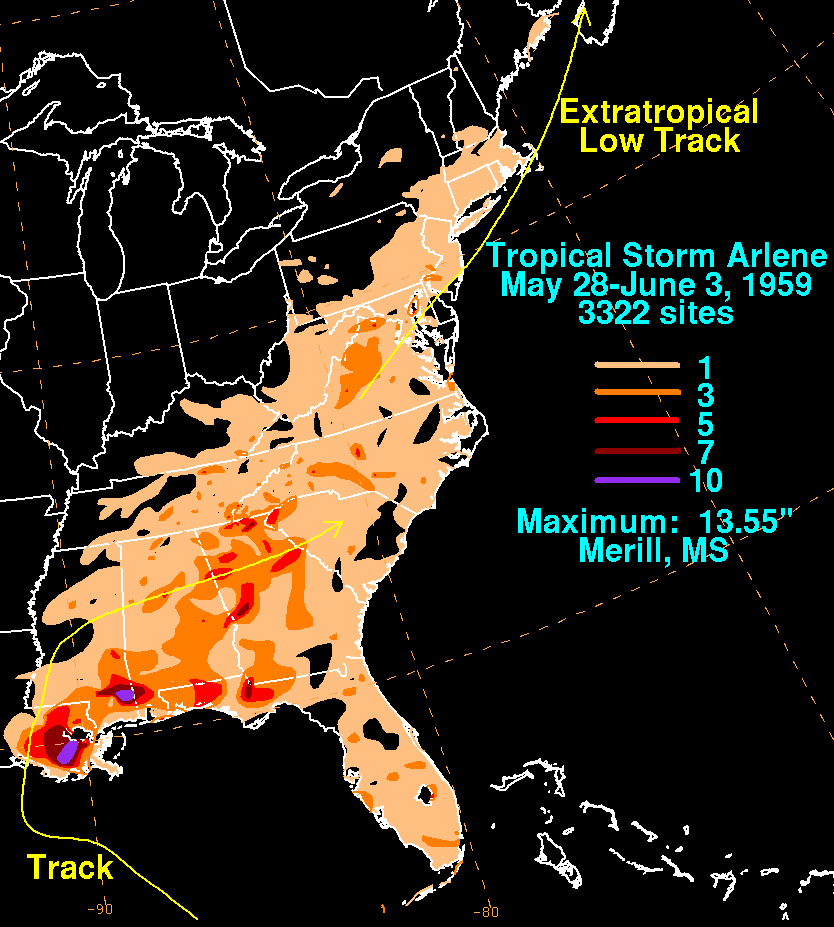
Chuvas totais da tempestade de Arlene

A baixa que acabou se tornando Arlene gerou alertas de vento e avisos de pequenas embarcações para ambas as costas no sul da Flórida em 27 de maio. O aviso de pequenas embarcações foi significativamente expandido no dia seguinte quando a baixa foi atualizada para a Tempestade Tropical Arlene. Os novos avisos estendiam-se de Sabine Pass, Texas, a Saint Marks, Flórida. Avisos de vendaval também foram emitidos durante a atualização de Morgan City, Louisiana para Pascagoula, Mississippi. Mares agitados e marés de tempestade de 0,6 a 1,2 metros - também conhecidas como marés de tempestade - eram esperados nas áreas sob alerta de vendaval. Em 29 de maio, todas as embarcações foram aconselhadas a não deixar o porto da Luisiana. As memórias do furacão Audrey fizeram com que vários residentes evacuassem as áreas costeiras ao saberem sobre Arlene. Em Pierre, 50 famílias foram evacuadas para áreas mais altas. As autoridades relataram que 25 famílias também foram evacuadas de áreas baixas em Vermilion Parish. Conforme Arlene se aproximava da terra firme, o aviso de pequenas embarcações foi cancelado de Pensacola, Flórida, ao sul. Os novos avisos se estenderam de Pensacola a Galveston, Texas. Os avisos de vendaval mudaram mais para o oeste, agora se estendendo de Galveston, Texas, a Grand Isle, Louisiana.
Arlene produziu ventos de até 55 mph (90 km/h) com rajadas de até 75 mph (120 km/h) ao chegar a terra. A pressão mais baixa registada em terra foi 999,7 mbar ( hPa ; 29,52 inHg), que foi arredondado para 1000 mbar (hPa; 29,53 inHg) para a pressão mínima da tempestade. Uma pequena tempestade de até três pés foi registada em Weeks Island e Point Au Fer, Luisiana. Fortes chuvas caíram em grande parte da costa sudeste da Luisiana. Durante um intervalo de 24 horas, 10.92 in (277 mm) de chuva caiu no Aeroporto Internacional de Moisant. Aproximadamente 2 ft (0.61 m) de água inundou a torre de controle do aeroporto, obrigando os trabalhadores do controle de tráfego a se deslocarem para a nova torre que estava em construção. Uma precipitação máxima estadual de 13.13 in (334 mm) caiu em Houma.  Ao longo da costa, algumas cidades relataram árvores caídas e linhas elétricas devido a ventos fortes, resultando em quedas de energia espalhadas.
No auge da tempestade, várias das principais estradas de Nova Orleães foram fechadas devido a enchentes. Pelo menos 100 casas foram inundadas pela tempestade. Em Baton Rouge, dezenas de pessoas foram evacuadas de uma casa inundada por ambulância e carroça para áreas mais seguras. No vizinho Mississippi, as chuvas da tempestade limitaram-se principalmente aos condados do sudeste; no entanto, foram registados acumulações significativas, com pico de 13.55 in (344 mm). A chuva da baixa propagação remanescente na Geórgia. Algumas enchentes e danos às colheitas foram relatados, mas, no geral, os danos foram menores. Ao todo, Arlene causou $ 500.000 ($ 3,7 milhões de dólares em 2010) em danos. Uma morte foi relacionada a Arlene; um homem afogado em uma arrebentação na costa de Galveston. Depois que a baixa inicial se dissipou no sudeste dos Estados Unidos, os remanescentes extratropicais de Arlene trouxeram chuvas moderadas para partes dos Estados do Médio Atlântico e da Nova Inglaterra.